# Eiko Yanami
Eiko Yanami (八並 映子 Yanami Eiko?, 22 de octubre de 1948 – 14 de enero de 2017) fue una actriz japonesa. Es conocida principalmente por la película Gamera vs. Zigra.

## Filmografía
- Anata gonomi no
- Kôkôsei bancho
- Kôkôsei Blues
- Kawaii Akuma: Iimono ageru
- Jûdai no ninshin
- Suppon onnabancho
- Gamera vs. Zigra
- Kôkôsei burai hikae
- Hebi to onna dorei